# 在マーシャル諸島日本国大使館
在マーシャル諸島日本国大使館（英語: Embassy of Japan in the Marshall Islands）は、マーシャル諸島の首都マジュロにある日本の大使館。

## 沿革
- 1986年10月、マーシャル諸島がアメリカ合衆国から独立する[2]
- 1988年12月、日本とマーシャル諸島の外交関係が樹立される[2]
- 1997年1月、在マーシャル諸島日本国兼勤駐在官事務所（在マーシャル日本国兼勤駐在官事務所）が開設され、スバの在フィジー日本国大使館が在マーシャル諸島日本国大使館の業務兼轄を開始する[2]
- 2008年1月、常設の在ミクロネシア連邦日本国大使館が設立されて[3]、在マーシャル諸島日本国大使館としての業務兼轄を在フィジー大使館から継承する[2]
- 2015年1月、マジュロに在マーシャル諸島日本国大使館が開設される[4]
- 2015年9月、常駐では初代となる特命全権大使光岡英行がクリストファー・ロヤック大統領（当時）に信任状を捧呈する[5]

## 住所
| 所在地 | AC Building, Jebel Weto, Delap, Majuro, MH 96960 |
| 私書箱 | P.O. Box 300, Majuro, Marshall 96960             |